# Коста-Серина
Коста-Серина (італ. Costa Serina) — муніципалітет в Італії, у регіоні Ломбардія,  провінція Бергамо.
Коста-Серина розташована на відстані близько 490 км на північний захід від Рима, 60 км на північний схід від Мілана, 15 км на північ від Бергамо.
Населення — 977 осіб (2014).
Щорічний фестиваль відбувається 10 серпня. Покровитель — святий мученик Лаврентій.

## Демографія
Населення за роками:

Станом на 1 січня 2023 року в муніципалітеті офіційно проживало 25 іноземців з 12 країн, серед них 4 громадяни країн Євросоюзу та 3 громадяни України.

## Сусідні муніципалітети
- Альгуа
- Ав'ятіко
- Бракка
- Корнальба
- Гаццаніга
- Серина
- Вертова
- Цоньо